# آباسیوفیلیا

آباسیوفیلیا (انگلیسی: Abasiophilia) یک جاذبه روانی-جنسی به افراد دارای ناتوانی حرکتی است، به ویژه کسانی که از وسایل ارتوپدی مانند ارتوز، گچ‌های ارتوپدی یا ویلچر استفاده می‌کنند. اصطلاح آباسیوفیلیا برای اولین بار توسط جان مانی از دانشگاه جانز هاپکینز در مقاله ای در مورد انحراف جنسی در سال ۱۹۹۰ استفاده شد.